# Saint-Girons (Ariège)
Saint-Girons är en kommun i departementet Ariège i regionen Occitanien i södra Frankrike. Kommunen ligger i kantonen Saint-Girons som ligger i arrondissementet Saint-Girons. År 2022 hade Saint-Girons 6 129 invånare.
En invånare i kommunen kallas på franska för ”Saint-Gironnais”.

## Geografi
Staden ligger mitt i en dal mellan bergen i anslutning till Pyrenéerna vid floden Salat och två andra floder vilken ger staden karaktärsdraget av en korsning.

## Befolkningsutveckling
Antalet invånare i kommunen Saint-Girons
| Referens: INSEE |

## Galleri

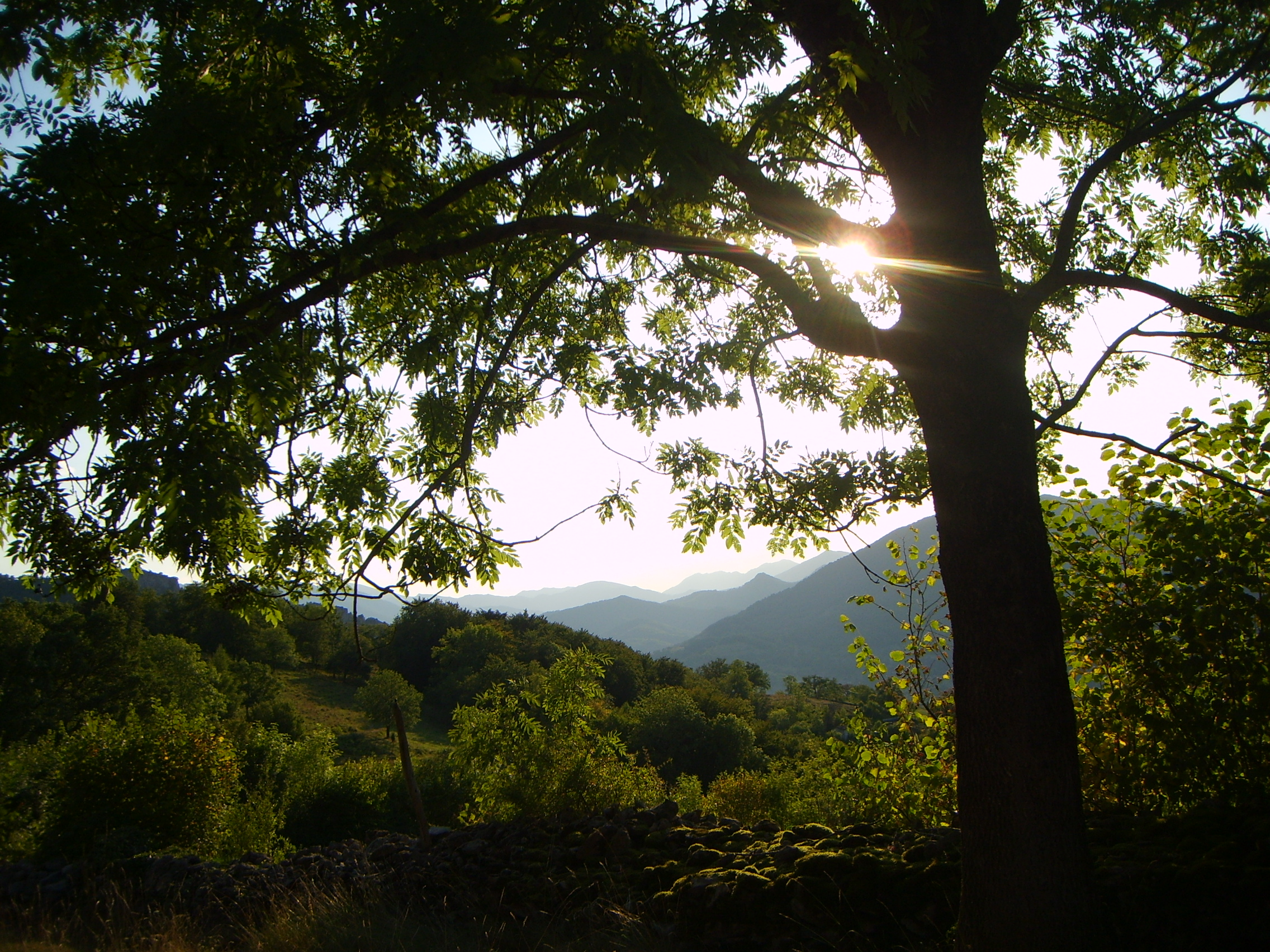
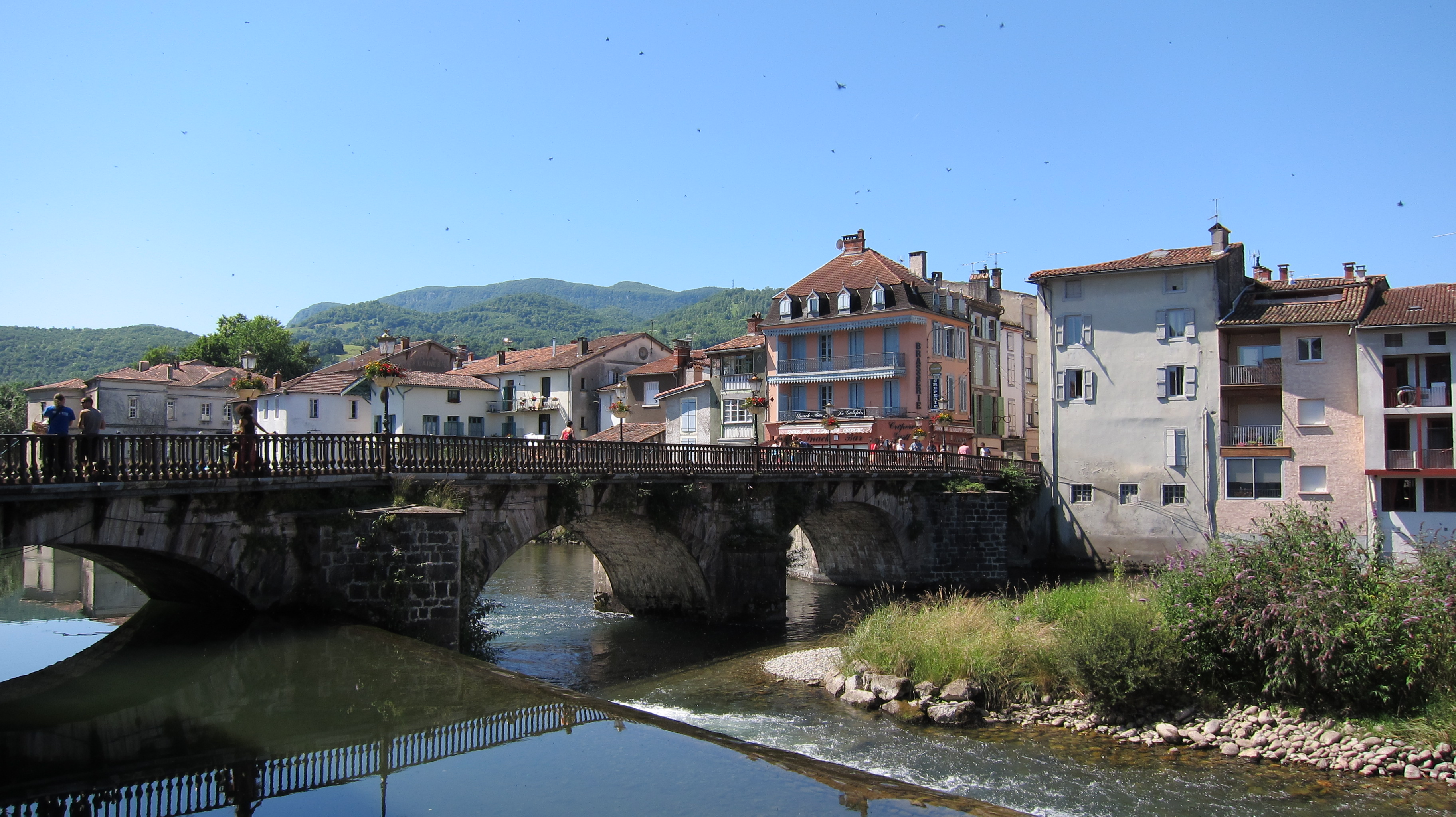
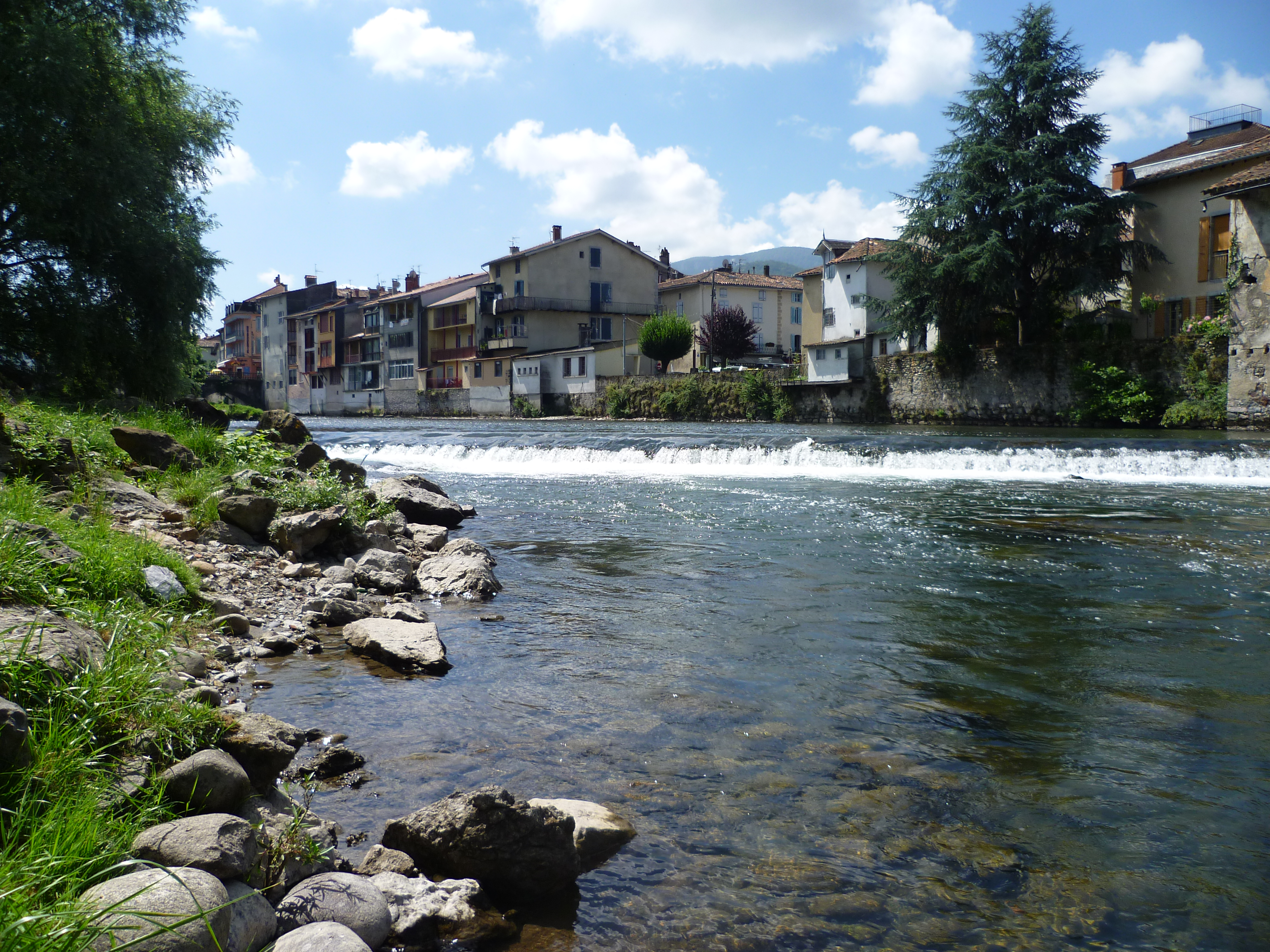
Floden Salat
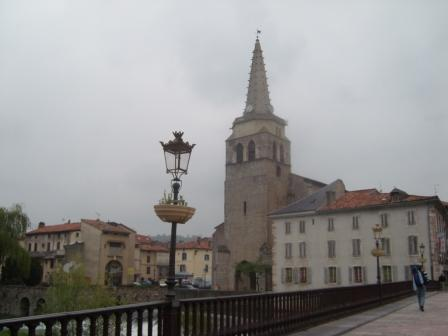
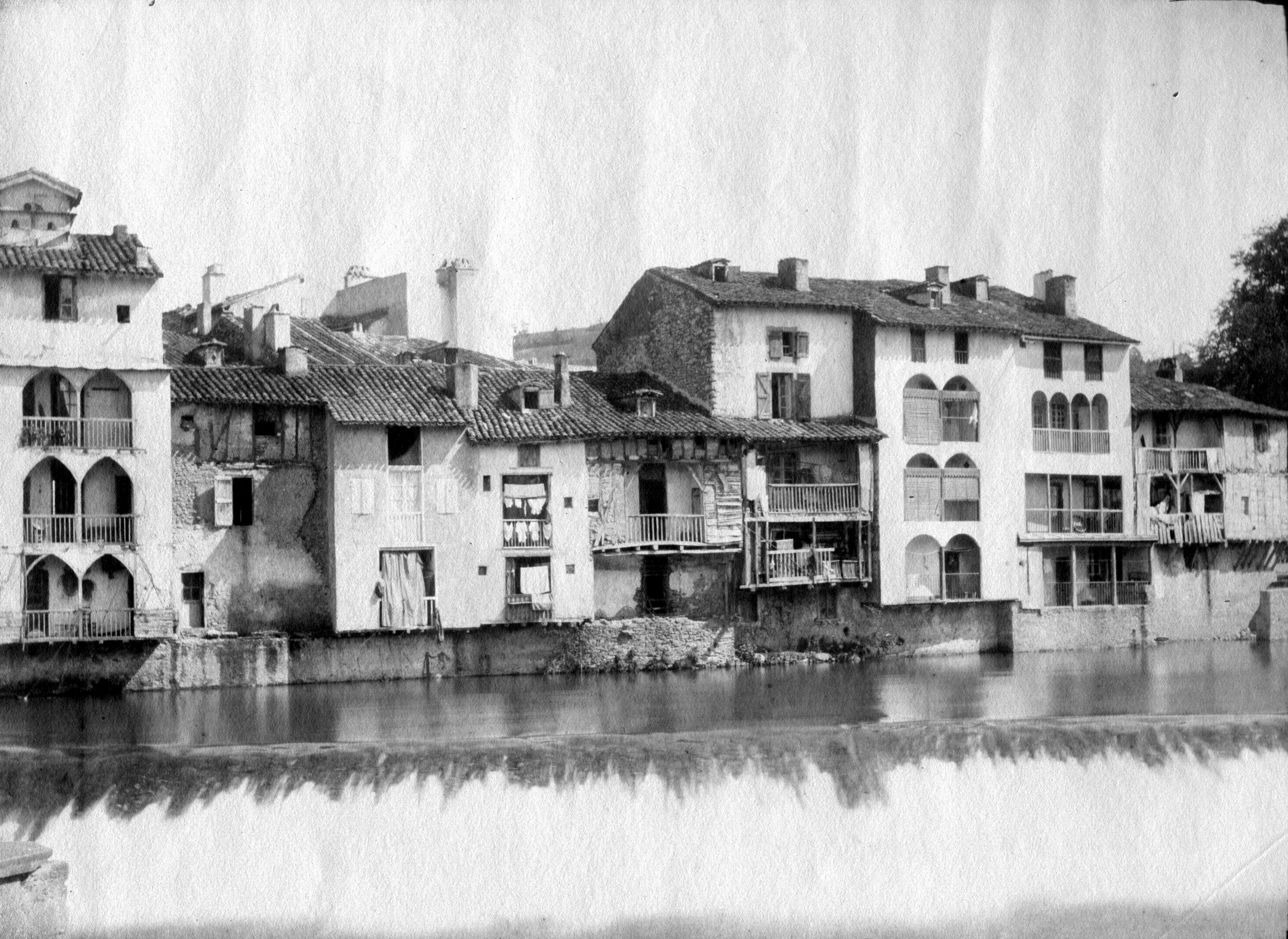

## Personer med anknytning till kommunen
- Roger Fauroux, politiker (borgmästare 1989-1995)
- Sylvain Dispagne, rugbyspelare
- Gaston Massat, surrealistisk poet